# برايان مكغوان
برايان مكغوان هو سياسي أسترالي، ولد في 23 سبتمبر 1935، وتوفي في 8 مارس 1994. نشط حزبياً في حزب العمال الأسترالي. وقد انتخب عضو الجمعية التشريعية لنيو ساوث ويلز ‏.